# Qafa e Thorës
Der Qafa e Thorës (deutsch: Thore-Pass), eigentlich Qafa Buni i Thorës, auch bekannt als Qafa Terthorjës, ist ein Gebirgspass in den Albanischen Alpen im nordwestlichen Albanien. Über ihn führt die Straße von Koplik nach Theth. Die Strecke von Boga über den Pass nach Theth beträgt 25 Kilometer. Die Passstraße ist seit Herbst 2021 komplett von Koplik bis Theth asphaltiert.

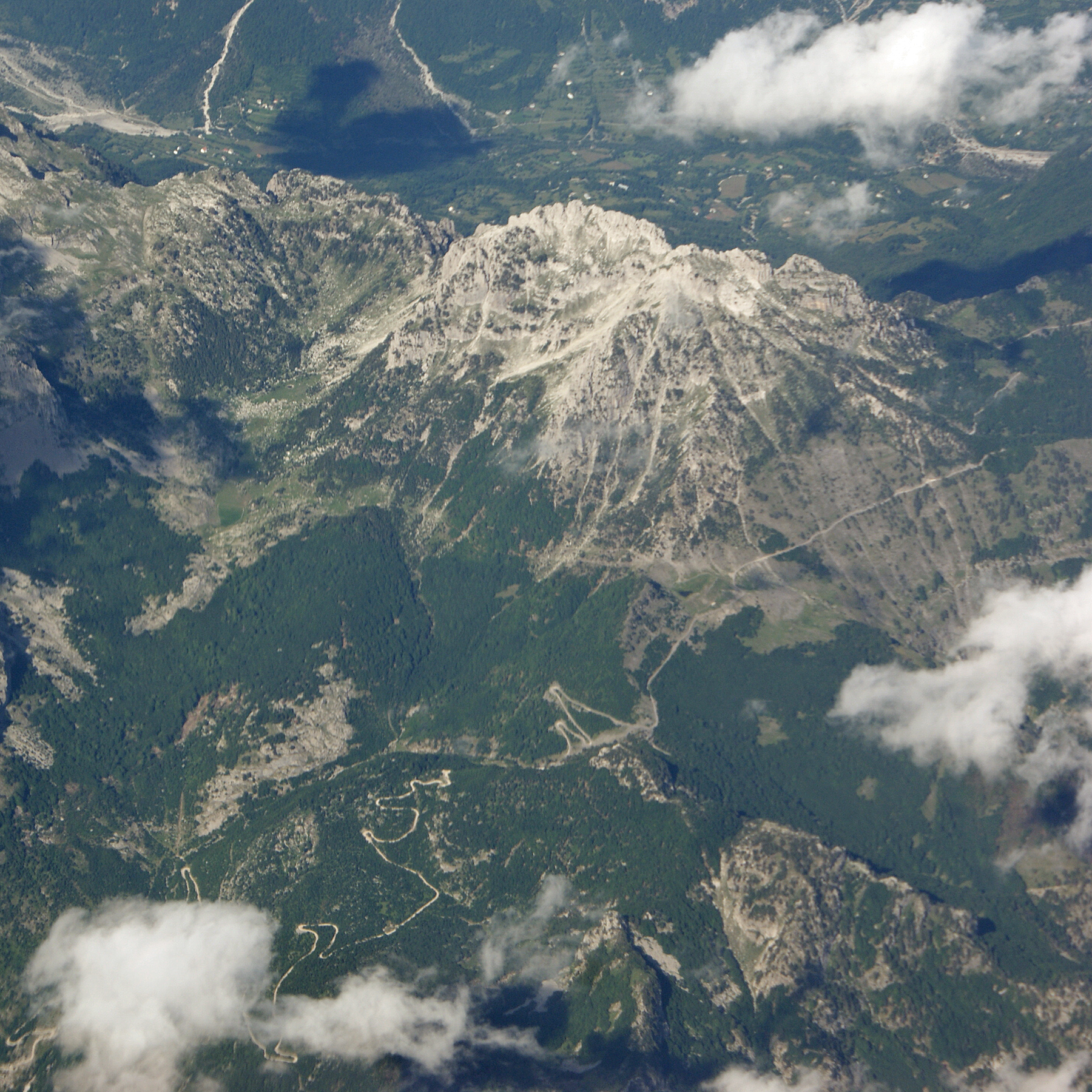
Die Passstraße, Theth im Hintergrund

Die 1936 erbaute Straße war die erste fahrbare Verbindung ins Tal der Shala. Der etwas nördlich liegende Fußweg über den Pass Shtegu i Dhënve wurde auch später noch oft gebraucht. Der Pass ist eigentlich kein Übergang ins obere Shala-Tal mit Theth, sondern fällt gegen Süden steil in ein Seitental der Shala ab. Die Straße windet sich noch über mehrere Kilometer an der steilen Flanke weiter nach Osten fast ohne Höhe zu verlieren, um dann um den Bergkamm nach Norden abzubiegen und unterhalb des Shtegu i Dhënve in vielen Kehren steil nach Theth hinunterzuführen. 
Etwas östlich der Passhöhe liegt ein kleiner Teich. Noch etwas weiter, wo sich der Blick ins Shala-Tal öffnet, steht ein Denkmal, das an Edith Durham, die Königin der Hochländer (Mbretëresha e Malësoreve), erinnert.